# Saison 1 de L'École des chevaliers
Chronologie
Saison 2
Cet article présente les épisodes de la première saison de la série télévisée américaine L'École des chevaliers (Knight Squad) diffusée du 19 février 2018 au 26 janvier 2019 sur Nickelodeon.
En France, la première saison est diffusée du 10 novembre 2018 au 22 juin 2019 sur Nickelodeon France.

## Distribution

### Acteurs principaux
- Owen Joyner (VFB : Pierre Le Bec) : Arc
- Daniella Perkins : Ciara
- Lilimar (VFB : Mélissa Windal) : Sage
- Lexi DiBenedetto : Prudence
- Amarr M. Wooten : Warwick
- Savannah May : Buttercup
- Kelly Perine : Sir Gareth

### Acteurs récurrents
- Jason Sim-Prewitt (VFB : Claudio Dos Santos) : le roi
- Seth Carr (VFB : Raphaëlle Lubansu) : Fizzwick

### Invités
- Tenzing Norgay Trainor : Jimbo (épisode 5)
- Maria Canals-Barrera : Saffron (épisode 8)
- Jaheem Toombs : Sebastian (épisode 9)
- Maya Le Clark : Brea (épisode 9)
- Kira Kosarin : Kiki (épisode 10)
- Jack Griffo : Sir Swayze (épisode 11)
- Garrett Morris : le vieux Fizzwick (épisode 10)
- Geno Segers : Ryker (épisodes 12,13, 19 et 20)
- Lizzy Greene : L'ombre fantôme (épisode 17)
- Sydney Park : Princesse Eliza (épisodes 19 et 20)

## Épisodes

### Épisode 1:Bienvenue à Astoria
- États-Unis : 19 février 2018 sur Nickelodeon
- France : 10 novembre 2018 sur Nickelodeon France

- États-Unis : 1,136 million de téléspectateurs[1] (première diffusion)

- Jason Sims-Prewitt : Le Roi

Arc se trouve à l’école des chevaliers à Astoria. Après avoir volé le diadème de la princesse pour payer les frais de scolarité, il rejoint l’école en tant que membre de l'équipe du Phoenix, dirigé par Ciara. Cette dernière est l'identité secrète utilisée par la princesse d'Astoria pour fréquenter l'école des chevaliers. Elle utilise un anneau de lutin magique pour se transformer entre la princesse et Ciara. Après s'être méfiés l'un de l'autre, Arc et Ciara acceptent de se garder le secret afin de poursuivre leur rêve de devenir chevalier. 

### Épisode 2:La Coupe de Roxbury
- États-Unis : 24 février 2018 sur Nickelodeon
- France : 10 novembre 2018 sur Nickelodeon France

- États-Unis : 940 000 téléspectateurs[2] (première diffusion)

- Jason Sims-Prewitt : Le Roi
- Seth Carr : Fizzwick

### Épisode 3:La fête du chevalier en armure étincelante
- États-Unis : 3 mars 2018 sur Nickelodeon
- France : 17 novembre 2018 sur Nickelodeon France

- États-Unis : 946 000 téléspectateurs[3] (première diffusion)

- Fred Grandy : Sorcier Hogancross
- Seth Carr : Fizzwick

C'est le jour de l'armure à Astoria et la brigade du Phoenix organise les festivités à l'école des chevaliers. Pour éviter que quiconque soupçonne qu’Arc n’est pas originaire d’Astoria, Ciara lui enseigne toutes les traditions du jour de l’armure. Cependant, lorsque Arc se trompe en cachant au mauvais endroit l'armure au chocolat symbolique, Ciara et Sage doivent se battre contre un rat-meute en colère pour récupérer l'armure dans le temps.

### Épisode 4:Un chevalier avec des pouvoirs
- États-Unis : 10 mars 2018 sur Nickelodeon
- France : 17 novembre 2018 sur Nickelodeon France

- États-Unis : 848 000 téléspectateurs[4] (première diffusion)

- Jason Sims-Prewitt : Le Roi
- Mary Passeri : Sorcière Postillon

### Épisode 5:Le retour du chevalier Naze
- États-Unis : 17 mars 2018 sur Nickelodeon
- France : 24 novembre 2018 sur Nickelodeon France

- États-Unis : 854 000 téléspectateurs[5] (première diffusion)

- Seth Carr : Fizzwick
- Tenzing Norgay Trainor : Jimbo

### Épisode 6:L'Union des chevaliers
- États-Unis : 24 mars 2018 sur Nickelodeon
- France : 24 novembre 2018 sur Nickelodeon France

- États-Unis : 969 000 téléspectateurs[6] (première diffusion)

- Jason Sims-Prewitt : Le Roi
- Seth Carr : Fizzwick

### Épisode 7:La Transformation
- États-Unis : 31 mars 2018 sur Nickelodeon
- France : 1er décembre 2018 sur Nickelodeon France

- États-Unis : 941 000 téléspectateurs[7] (première diffusion)

- Jason Sims-Prewitt : Le Roi
- Brittany Ross : La reine des Pixies

Lorsque Ciara demande à Arc de tenir son anneau de lutin, Arc l'utilise sans sa permission et le transforme en une bête affreuse et cesse de fonctionner. Arc et Ciara rendent visite à la reine des lutins pour lui demander de l’aider à réparer l’anneau, mais elle refuse car elle tient rancune à Arc pour avoir refusé de tenir sa promesse de sauver le village des lutins. Arc propose de le faire maintenant et en retour, la reine Pixie corrige la sonnerie. 

### Épisode 8:Réunion parent-professeur
- États-Unis : 7 avril 2018 sur Nickelodeon
- France : 8 décembre 2018 sur Nickelodeon France

- États-Unis : 912 000 téléspectateurs[8] (première diffusion)

- Maria Canals-Barrera : Saffron
- Seth Carr : Fizzwick

### Épisode 9:Le code des chevaliers
- États-Unis : 14 avril 2018 sur Nickelodeon
- France : 1er juin 2019 sur Nickelodeon France

- États-Unis : 800 000 téléspectateurs[9] (première diffusion)

- Jason Sims-Prewitt : Le Roi
- Mary Passeri : Sorcière Postillon
- Jaheem Toombs : Sebastian
- Maya Le Clark : Brea
- Emma Meisel

Après une mésaventure magique à l'école de sorcellerie, Spitzalot demande à ses meilleurs élèves de la Team Hex de rester temporairement à l'école des chevaliers, mais cette dernière insulte l'équipe du Phoenix à son arrivée. La rivalité s'intensifie lorsque l'équipe du Phoenix est forcé de partager leur chambre avec eux. Lorsque le roi ordonne aux deux groupes de s'affronter pour savoir qui doit rester à l'école, la Team Hex utilise la magie pour tromper son chemin vers la victoire. Cependant, ils sont exposés par le sortilège de vérité de Warwick. 

### Épisode 10:Le génie
- États-Unis : 25 mai 2018 sur Nickelodeon
- France : 8 juin 2019 sur Nickelodeon France

- États-Unis : 976 000 téléspectateurs[10] (première diffusion)

- Jason Sims-Prewitt : Le Roi
- Invité spéciale : Kira Kosarin : Kiki le Génie

### Épisode 11:Techniques de chevaliers
- États-Unis : 9 juin 2018 sur Nickelodeon
- France : 15 juin 2019  sur Nickelodeon France

- États-Unis : 709 000 téléspectateurs[11] (première diffusion)

- Garrett Morris : Le vieux Fizzwick
- Jason Sims-Prewitt : Le Roi
- Seth Carr : Fizzwick
- Invité spécial : Jack Griffo : Sir Swayze

### Épisodes 12 et 13:Un voleur dans l'école
- États-Unis : 16 juin 2018 sur Nickelodeon
- France : 8 décembre 2018 sur Nickelodeon France

- États-Unis : 837 000 téléspectateurs[12] (première diffusion)

- Fred Grandy : Sorcier Hogancross
- Jessie Graff : Ambala
- Jason Sims-Prewitt : Le Roi
- Seth Carr : Fizzwick
- Geno Segers : Ryker
- Jamie Kaler : Zander

### Épisode 14:Rentre chez toi, chevalier
- États-Unis : 22 septembre 2018 sur Nickelodeon
- France : 1er juin 2019 sur Nickelodeon France

- États-Unis : 774 000 téléspectateurs[13] (première diffusion)

- Jamie Kaler : Zander
- Jason Sims-Prewitt : Le Roi
- Cooper Mothersbaugh

### Épisode 15:Le temple de la peur
- États-Unis : 29 septembre 2018 sur Nickelodeon
- France : 8 juin 2019 sur Nickelodeon France

- États-Unis : 668 000 téléspectateurs[14] (première diffusion)

- Seth Carr : Fizzwick

### Épisode 16:La fête chevaleresque
- États-Unis : 6 octobre 2018 sur Nickelodeon
- France : 15 juin 2019 sur Nickelodeon France

- États-Unis : 686 000 téléspectateurs[15] (première diffusion)

- Jason Sims-Prewitt : Le Roi
- Seth Carr : Fizzwick
- Tenzing Norgay Trainor : Jimbo

### Épisode 17:La légende du Fantombre
- États-Unis : 20 octobre 2018 sur Nickelodeon
- France : 1er décembre 2018 sur Nickelodeon France

- États-Unis : 677 000 téléspectateurs[16] (première diffusion)

- Lizzy Greene : L'ombre fantôme
- Jimmy Bellinger
- Seth Carr : Fizzwick
- Jason Sims-Prewitt : Le Roi

### Épisode 18:Nouvelle amitié
- États-Unis : 12 janvier 2019 sur Nickelodeon
- France : 22 juin 2019 sur Nickelodeon France

- États-Unis : 620 000 téléspectateurs[1] (première diffusion)

- Jason Sims-Prewitt : Le roi
- Nikki Tomlinson

### Épisodes 19 et 20:L'Affrontement
Première partie :
- États-Unis : 19 janvier 2019 sur Nickelodeon
- France : 22 juin 2019 sur Nickelodeon France

Deuxième partie :
- États-Unis : 26 janvier 2019 sur Nickelodeon
- France : 22 juin 2019 sur Nickelodeon France

Première partie :
- États-Unis: 490 000 spectateurs[17] (première diffusion)

Deuxième partie :

- États-Unis: 630 000 spectateurs[18] (première diffusion)

- Sydney Park[19] : Princesse Eliza
- Fred Grandy : Sorcier Hogancross
- Jason Sims-Prewitt : Le Roi
- Seth Carr : Fizzwick
- Geno Segers : Ryker

Première partie :
La princesse Eliza blessée rentre à Astoria pour informer son père que Ryker est après l'armure d'Astoria. Hogancross et Sir Gareth souhaitent que les étudiants trouvent un moyen de désactiver l'armure d'Astoria avant qu'elle ne puisse être utilisée par Ryker pour traverser le champ de force qui protège Astoria. Tandis que Ciara et Arc se lancent dans une quête secrète pour obtenir l'armure d'Astoria avant que les forces de Ryker ne puissent la trouver, Prudence et Warwick s'affrontent contre Sage et Buttercup avec des résultats comiques. Lorsque Ciara et Arc trouvent l'armure d'Astoria, ils défendent les hommes de Ryker. Lorsqu'Eliza se présente pendant la bataille, Ciara est choquée lorsqu'elle découvre que sa sœur s'est secrètement infiltrée aux côtés de Ryker, où elle lui considère comme un meilleur dirigeant. Ryker entre alors en vue de revendiquer la victoire.
Deuxième partie :
Après s'être retirée à Astoria, Ciara doute qu'elle puisse aider à vaincre Ryker après avoir vu Eliza à ses côtés et se défait de sa bague de lutin. Lorsque Ryker attaque, il prend le contrôle de Hogancross, de Sir Gareth et du reste des chevaliers en utilisant le sort Mark of Ryker. La princesse remarque la marque de Ryker sur la main d'Eliza alors que le roi fournit à la princesse et à Arc une distraction pour s'échapper.
Pendant ce temps, Fizzwick persuade Prudence, Warwick, Sage et Buttercup de travailler ensemble pour trouver un sortilège qui permettra de vaincre l’Armure d’Astoria. Après avoir été persuadé par Arc, la princesse redevient Ciara et combat Eliza. Le reste des élèves se présentent avec des armes enchantées par un enchantement de suppression de sortilège lancé par Warwick lorsqu’elles libèrent Eliza, Hogancross, Sir Gareth et les autres chevaliers de la marque de Ryker. Une fois que Arc a assommé Ryker au sol, les autres enlèvent le sort de l'armure d'Astoria alors que Hogancross téléporte Ryker plus loin. Une fois le roi libéré du donjon, Sir Gareth remercie ses étudiants et leur donne un jour de congé… qui ne leur sera pas vraiment préjudiciable, car il existe d’autres menaces pour Astoria.